# Landhaus (Dresden)

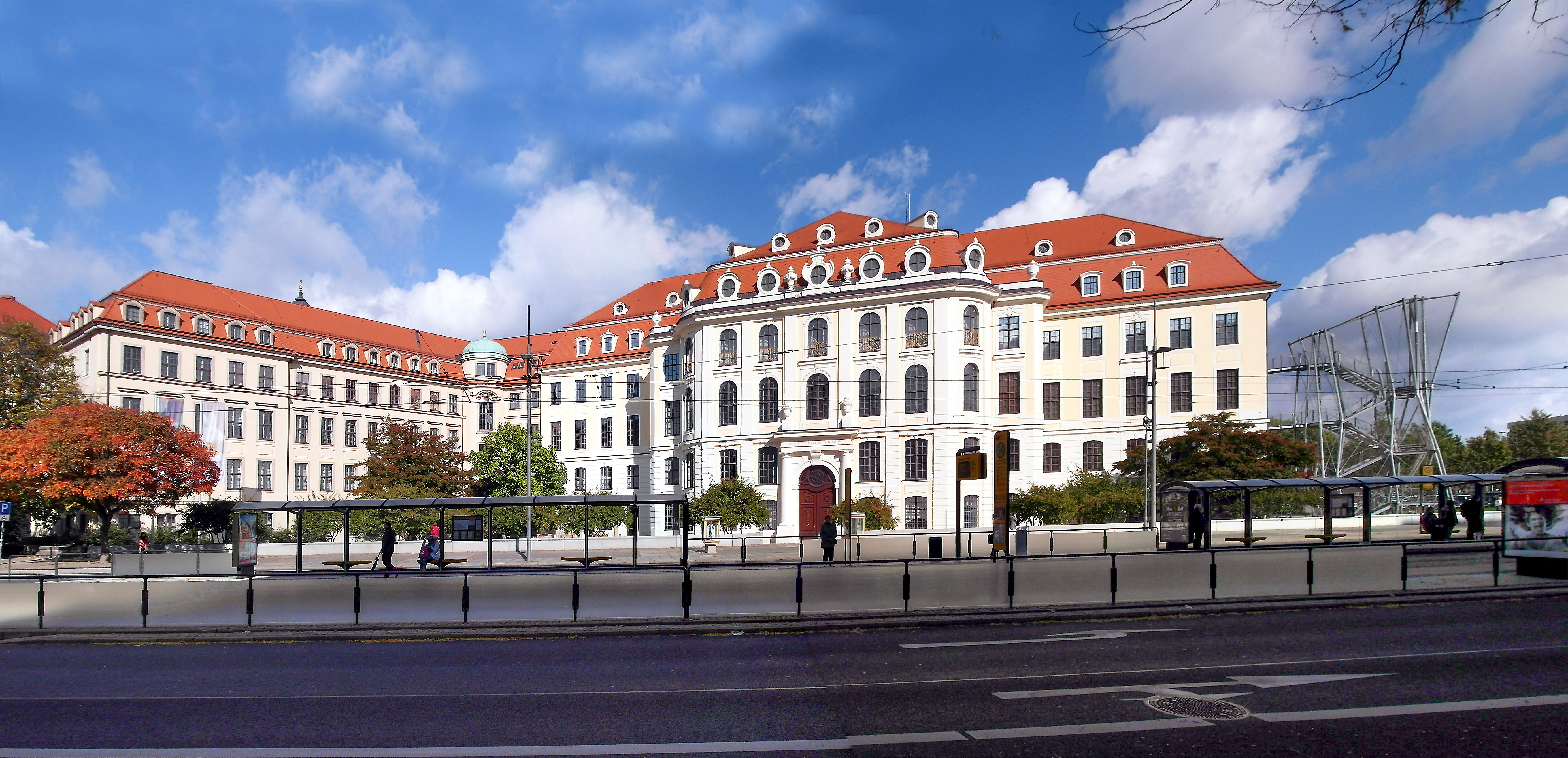
Dresden: Altes Landhaus – Museum für Stadtgeschichte

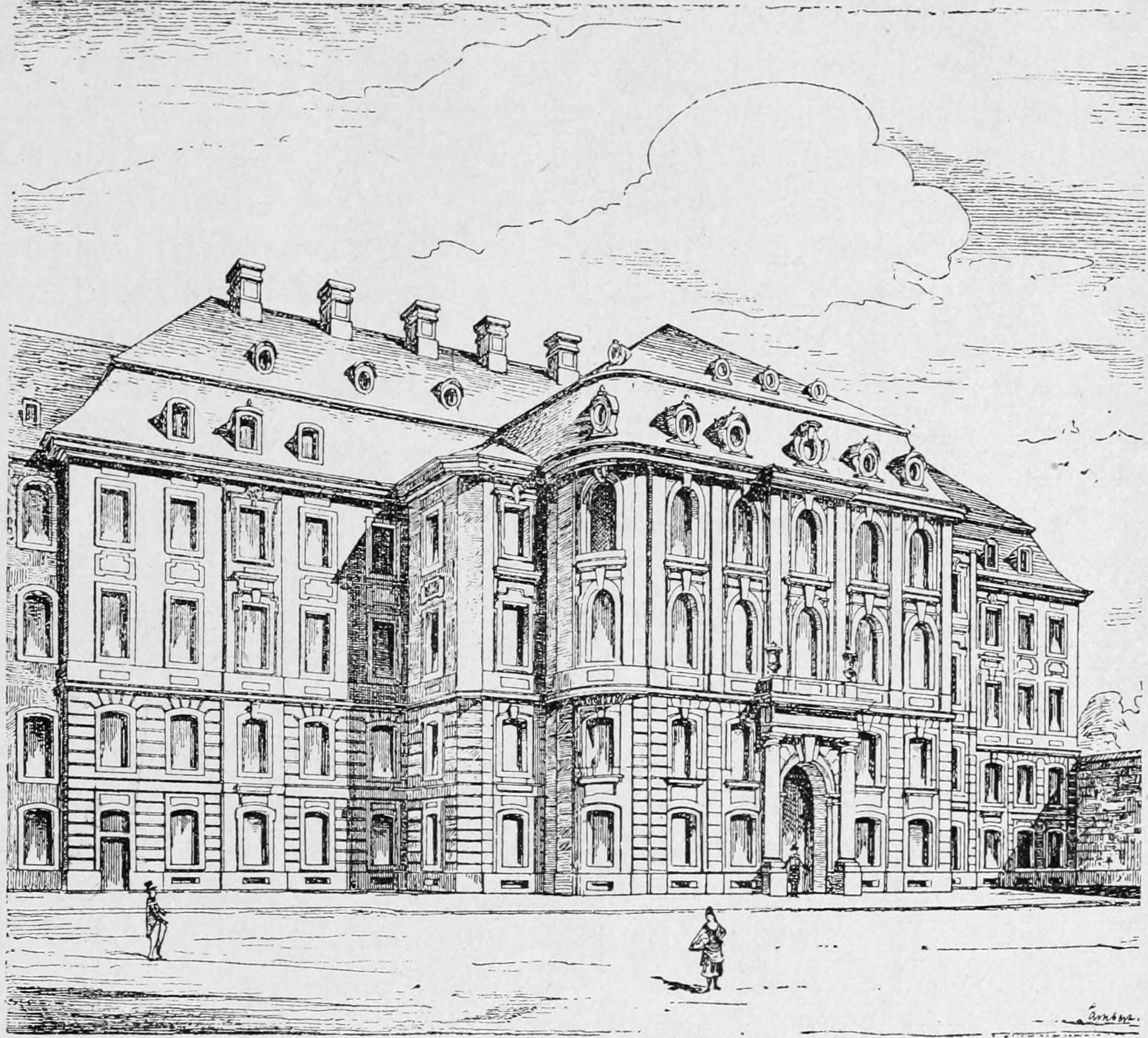
Das Landhaus zu Beginn des 20. Jahrhunderts

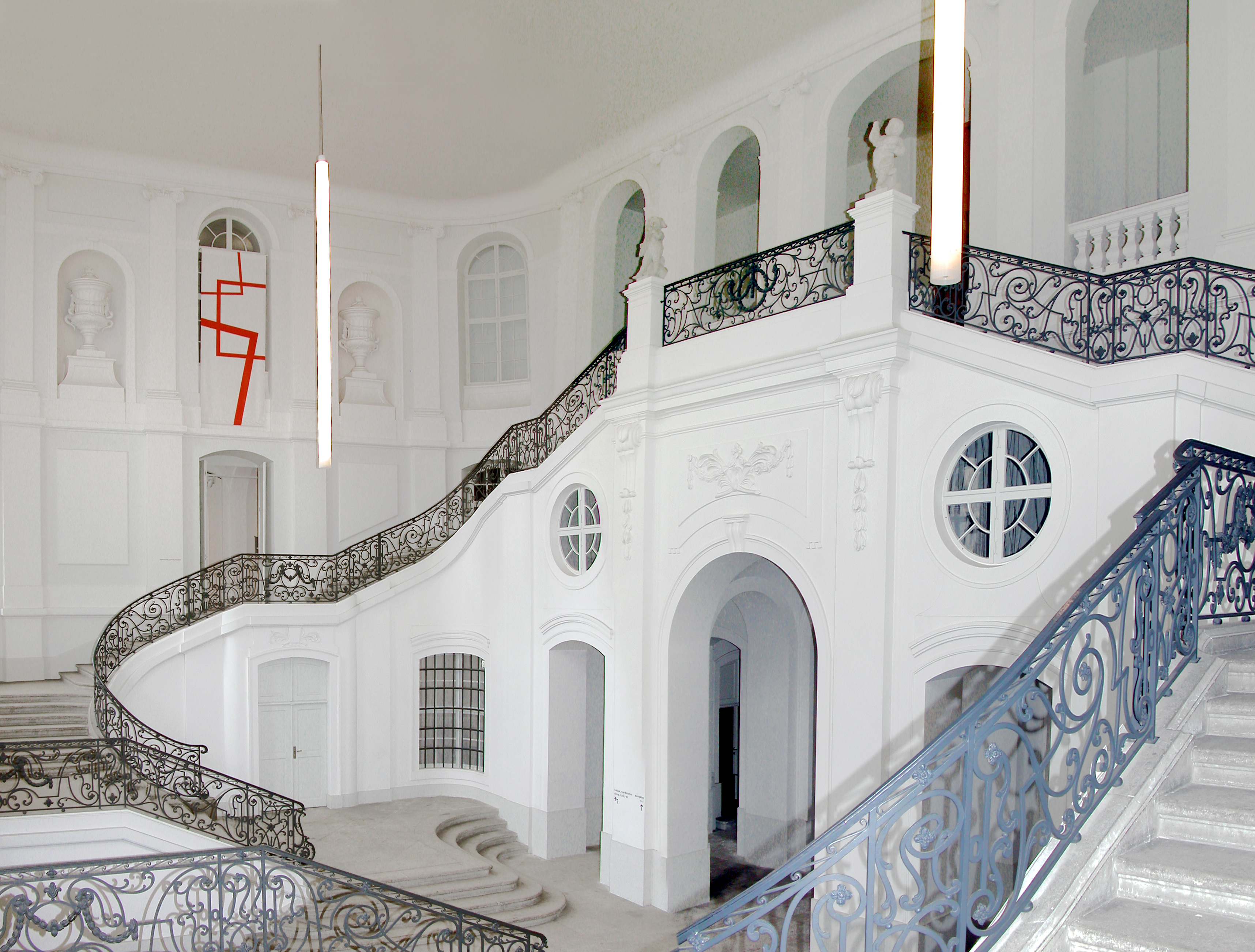
Altes Landhaus Dresden: Treppenanlage

Das Landhaus in Dresden gehört zu den politischen Profanbauwerken der Stadt. Es wurde 1770 bis 1776 durch Christian Gottfried Hahmann nach Plänen von Friedrich August Krubsacius im späten Dresdner Barockstil an der Stelle des ehemaligen Palais Flemming-Sulkowski erbaut. Angelegt wurde das Land- und Steuerhaus genannte Gebäude als repräsentativer Versammlungsort des kurfürstlich-, später königlich-sächsischen Landstandes. Diese waren auch für die Steuerverwaltung des Landes zuständig. Im September 1775 zog das Obersteuerkollegium in das Haus und im Oktober tagten die sächsischen Landstände erstmals darin. Heute befinden sich in dem Gebäude das Stadtmuseum Dresden und die Städtische Galerie Dresden.

## Lage
Das Landhaus liegt am nordwestlichen Ende des Pirnaischen Platzes. Es wird begrenzt durch die vom Pirnaischen Platz in nordwestlicher Richtung zum Neumarkt abgehende Landhausstraße und die nach Westen verlaufende Wilsdruffer Straße. Den westlichen Abschluss bildet die zwischen diesen beiden Straßen verlaufende Friesengasse.
Der Bau des Hauses wurde Ende des 18. Jahrhunderts am Pirnaischen Tor im Osten der historischen Innenstadt geplant und unter der Oberbauleitung des Oberkammerherrn Ludwig Siegfried Vitzthum von Eckstädt durchgeführt. Die Dresdner Architekten Oberlandbaumeister Christian Friedrich Exner, Oberst Georg Rudolph Fäsch und Hofbaumeister Friedrich August Krubsacius hatten dazu 1770 ihre Pläne eingereicht, die Graf Vitzthum zu evaluieren hatte. Nach einem Gegenentwurf des Grafen wurde dieser genehmigt und schließlich am 26. Juli 1770 mit dem Bau nach dem Vitzthumschen Entwurf begonnen. Die Ausführung oblag den Architekten Krubsacius und wesentlich seinem Schüler Höltzer. Der Bau wurde erst am 12. Dezember 1776 fertig übergeben. Später erfolgte die Schleifung der Stadtfestung und der Pirnaische Platz entwickelte sich zum wichtigen Verkehrsknotenpunkt, an dem das Landhaus seit dem Wiederaufbau Leitbauwerk ist. Durch die großflächigen Zerstörungen der Innenstadt im Zweiten Weltkrieg wurde auch das Landhaus zerstört, doch blieb die Außenhaut erhalten. Da bei der Neuplanung der Dresdner Straßenzüge die Wilsdruffer Straße als Magistrale ausgebaut und somit erheblich verbreitert wurde, ging ein Teil des Vorgartens des Landhauses verloren. Der östliche Seitenflügel des Landhauses wurde in diesem Zusammenhang beseitigt und das große Eingangstor des Vorgartens zum Barockgarten Großsedlitz versetzt.

## Wiederaufbau

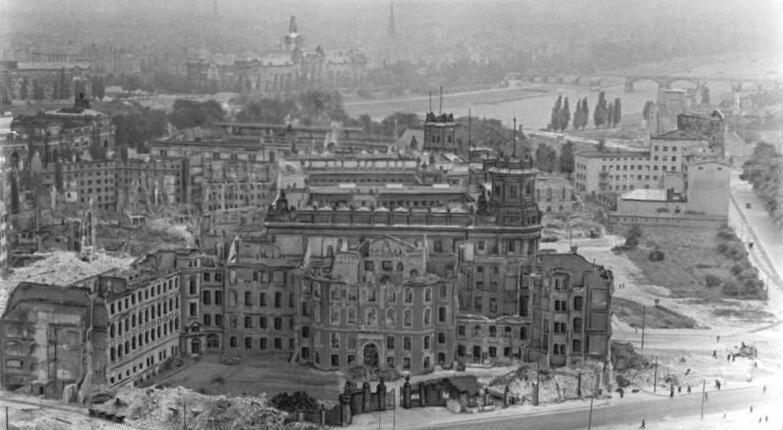
Landhaus im August 1951

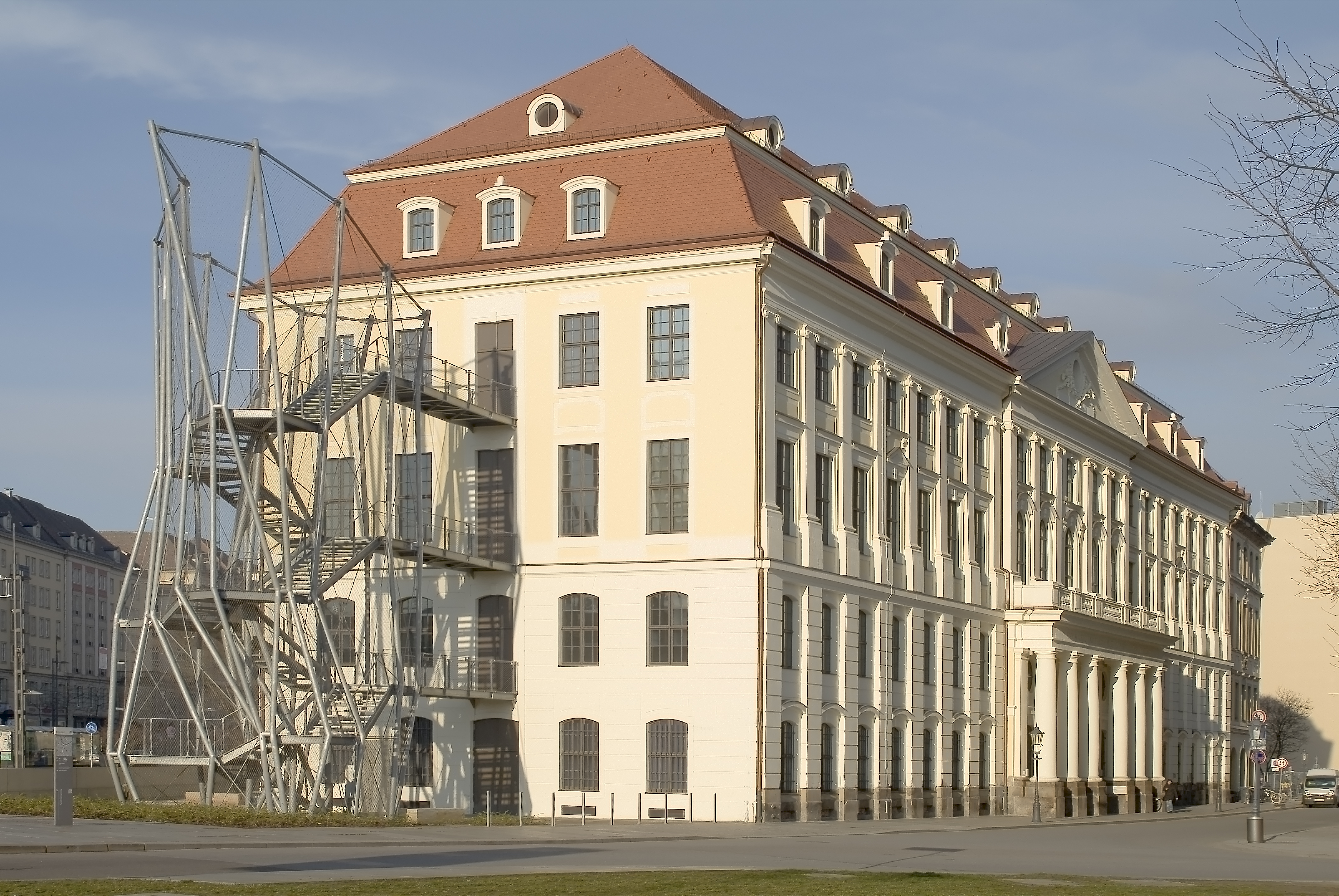
Blick auf die Fassadenseite an der Landhausstraße und die umstrittene Rettungstreppe an der Giebelwand

Der Wiederaufbau erfolgte von 1962 bis 1965 und kostete 3,2 Millionen DDR-Mark. 1966 zog das Stadtmuseum ein. Im Jahr 1969 wurde auf der Freifläche vor dem Landhaus ein mit Flusssteinen bedeckter Brunnen angelegt. Der Brunnen hat die Maße 4,8 mal 4,8 Meter. In der Mitte befindet sich eine Fontäne mit einer Vulkandüse. Der Beckengrund besteht aus Terrazzo. 1990/1991 wurde er rekonstruiert.
In den Jahren 2005 und 2006 wurde das Gebäude renoviert und mit einer Rettungstreppe versehen. Diese im scharfen Gegensatz zum barocken Landhaus dekonstruktivistische Konstruktion, die an der Giebelwand zum Pirnaischen Platz angebracht wurde, ist in der Stadt stark umstritten.

## Nutzung
Die eigentliche Nutzung als Landhaus im Sinne des Versammlungsorts der Vertreter des Landstandes erfolgte von 1776 bis 1909. Das Landhaus war also Sitz der Versammlung der Landstände und nach Einführung der konstitutionellen Verfassung seit 1831 der zweikammrigen Ständeversammlung. Mit der Umstellung 1919 auf die parlamentarische Staatsform wurden die Stände abgeschafft.
Zumindest seit dem Wiederaufbau befindet sich das Gebäude im Besitz der Stadt Dresden, die es seither als Hauptsitz des Dresdner Stadtmuseums nutzt. Seit 2005 ist das Landhaus außerdem Sitz der Städtischen Galerie. Am 29. November 2006 wurde die Dauerausstellung „800 Jahre Dresden“ des Stadtmuseums eröffnet.